# Miejska Komunikacja Samochodowa w Sanoku
Miejska Komunikacja Samochodowa w Sanoku Sp. z o.o. – spółka Sanockiego Przedsiębiorstwa Gospodarki Komunalnej (SPGK) świadcząca usługi w zakresie pasażerskiego miejskiego transportu zbiorowego.
Siedziba MKS mieści się w Sanoku przy ulicy Jana Pawła II 59 w dzielnicy Wójtostwo.

## Historia
Miejska komunikacja w Sanoku rozpoczęła działalność 1 października 1957 jako pierwsza w regionie południowo-wschodnim. W roku 25-lecia istnienia – 1983 – 50 jednostek przedsiębiorstwa obsługiwało każdego dnia 37 linii (w tym 15 miejskich) oraz 800 kursów. Roczny wymiar przewozu przekraczał ponad 14 mln pasażerów. Na początku września 1983 oddano do użytku zajezdnię autobusową.
Pierwszą gruntowną zmianę w funkcjonowaniu komunikacji miejskiej wprowadzono we wrześniu 2012 roku. Nowy rozkład zastąpił przestarzały rozkład tworzony w 1980 roku. W latach 80. XX wieku, MKS posiadała ponad 80 autobusów. Obsługiwała także 45 linii autobusowych, w tym 20 podmiejskich. Docierała do takich miejscowości jak Brzozów (linia 43, ok. 23km), Lesko (linia 45, ok. 15 km), Brzozowiec (linia 19, ok. 23 km), Tokarnia (linia 18, ok. 24 km), a nawet do Soliny (ok. 32km). Poniżej w formie tabelarycznej przedstawiono rozkład jazdy funkcjonujący do września 2012 roku.

## Obecne linie
MKS Sanok obecnie obsługuje 16 regularnych linii autobusowych. 1 września 2012 roku wszedł w życie nowy rozkład jazdy, ze zmienioną siatką połączeń. Zmiany były spowodowane przede wszystkim zmniejszającą się liczbą pasażerów korzystających z komunikacji miejskiej, a także jej wysokimi kosztami utrzymania, które w ostatnich latach bardzo wzrosły. W 2011 roku straty poniesione przez komunikację miejską wyniosły 1,5 mln zł. Straty są pokrywane z kasy miejskiej. Do tej pory linie komunikacyjne w szczycie obsługiwało 20 autobusów, po reorganizacji jest ich 15. Liczbę linii z 18 zmniejszono do 10. Wprowadzono także bilet 30-minutowy. Mimo zmniejszenia linii autobusowych i liczby kursów, dostępność komunikacyjna pozostała na niezmienionym poziomie. We wrześniu 2019 roku wprowadzono pierwsze od dłuższego czasu znaczące zmiany w kursowaniu autobusów MKS. Powstały nowe linie 3A, 4A oraz 50A. Uruchomiono również nowy przystanek na nowo wybudowanym Dworcu Autobusowym. 1 września 2020 roku została uruchomiona linia 18 na trasie Sanok – Bukowsko – Wola Piotrowa łącząca gminę miasta Sanoka z gminą Bukowsko. 17 maja 2021 roku uruchomiona została linia 19 łącząca gminę miasta Sanoka, gminę Bukowsko oraz gminę Zarszyn. Porozumienia międzygminne w przypadku linii 18 i 19 zostały zawarte do 31 grudnia 2026 roku.

## Tabor
Trzon taboru autobusowego MKS Sanok stanowią pojazdy marki Autosan Sancity 12LF CNG w liczbie 8 sztuk. Autobusy zostały zakupione w 2019 roku wraz z Autosanami Sancity 10LF w liczbie 3 sztuk. Pojazdy pierwotnie miały zostać dostarczone w październiku 2018 roku lecz ostatecznie dostarczono je w maju 2019 roku ze względu na problemy firmy Autosan. Z racji tego, iż firma nie dostarczyła autobusów w terminie, przewoźnik był zmuszony zakupić autobusy używane. W październiku 2018 roku zostały zakupione Mercedesy O530 Citaro z PKM Sosnowiec (rocznik 2002 oraz 2003). Zastąpiły one wysłużone już autobusy marki Autosan A1010M oraz Autosan H9-35. Sanockie autobusy mają trzycyfrowe numery taborowe zaczynające się od cyfry 2 (ostatnia zmiana numeracji nastąpiła w listopadzie 2003 roku, kiedy porzucono numerację zaczynającą się od cyfry 0).
| Typ autobusu                                | Eksploatacja od                             | przewóz osób na wózkach                     | Liczba |
| ------------------------------------------- | ------------------------------------------- | ------------------------------------------- | ------ |
| Autosan Sancity 12LE                        | 2011                                        | przewóz osób na wózkach                     | 5      |
| Mercedes-Benz O530                          | 2018                                        | przewóz osób na wózkach                     | 8      |
| Autosan Sancity 10LF                        | 2019                                        | przewóz osób na wózkach                     | 3      |
| Autosan Sancity 12LF CNG                    | 2019                                        | przewóz osób na wózkach                     | 8      |
| Irisbus Citelis 10.5M CNG                   | 2021                                        | przewóz osób na wózkach                     | 2      |
| Wszystkie pojazdy                           | Wszystkie pojazdy                           | Wszystkie pojazdy                           | 26     |
| Udział autobusów niskopodłogowych we flocie | Udział autobusów niskopodłogowych we flocie | Udział autobusów niskopodłogowych we flocie | 100%   |

## Galeria

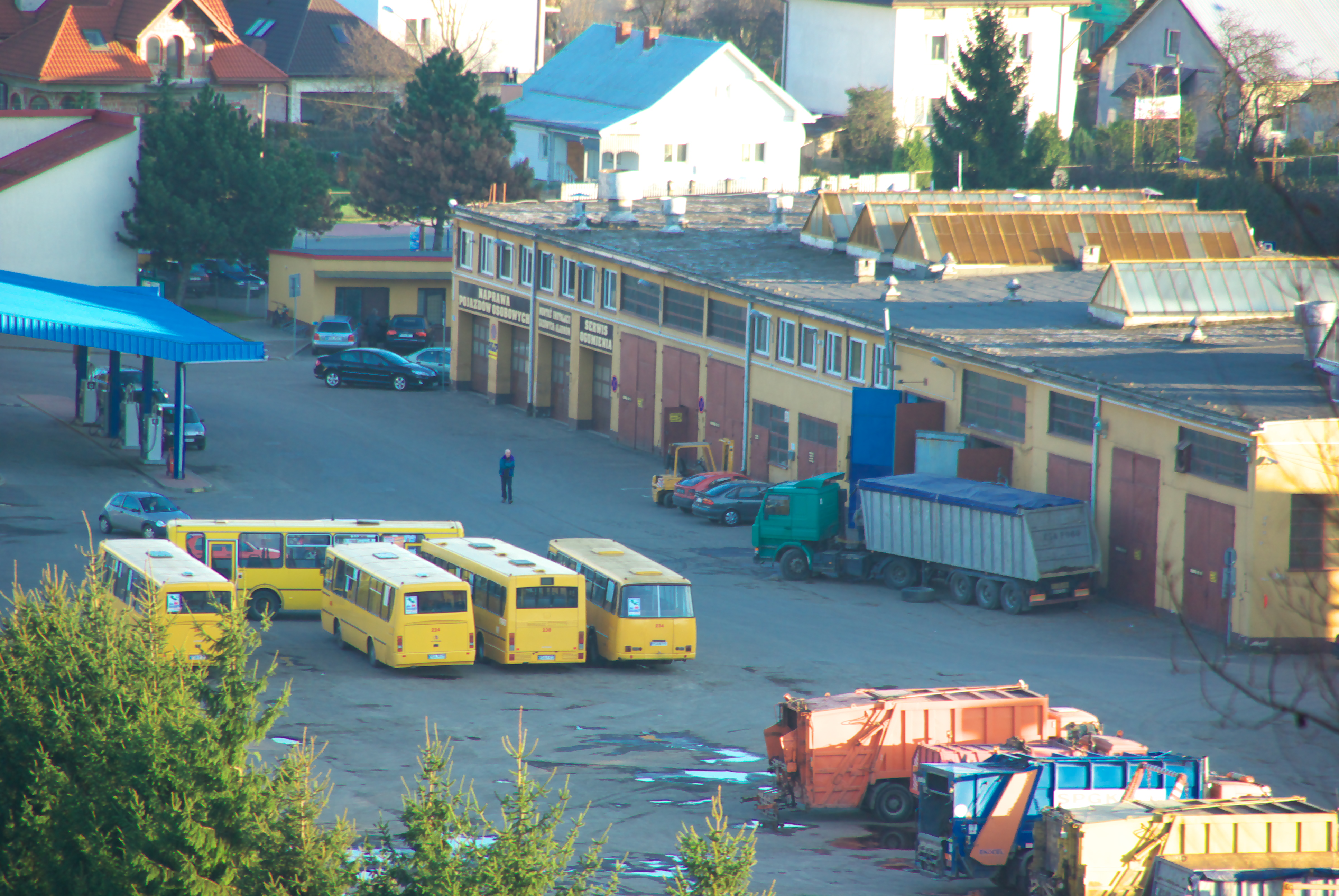
Zajezdnia taboru MKS Sanok w siedzibie SPGK przy ulicy Jana Pawła II 59 (2010)
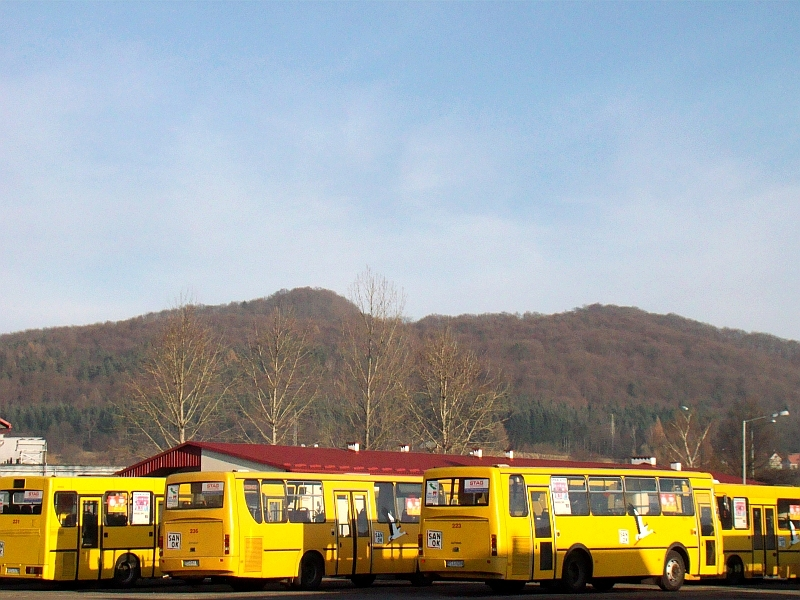
Autobusy MKS Sanok na parkungu SPGK (2011)
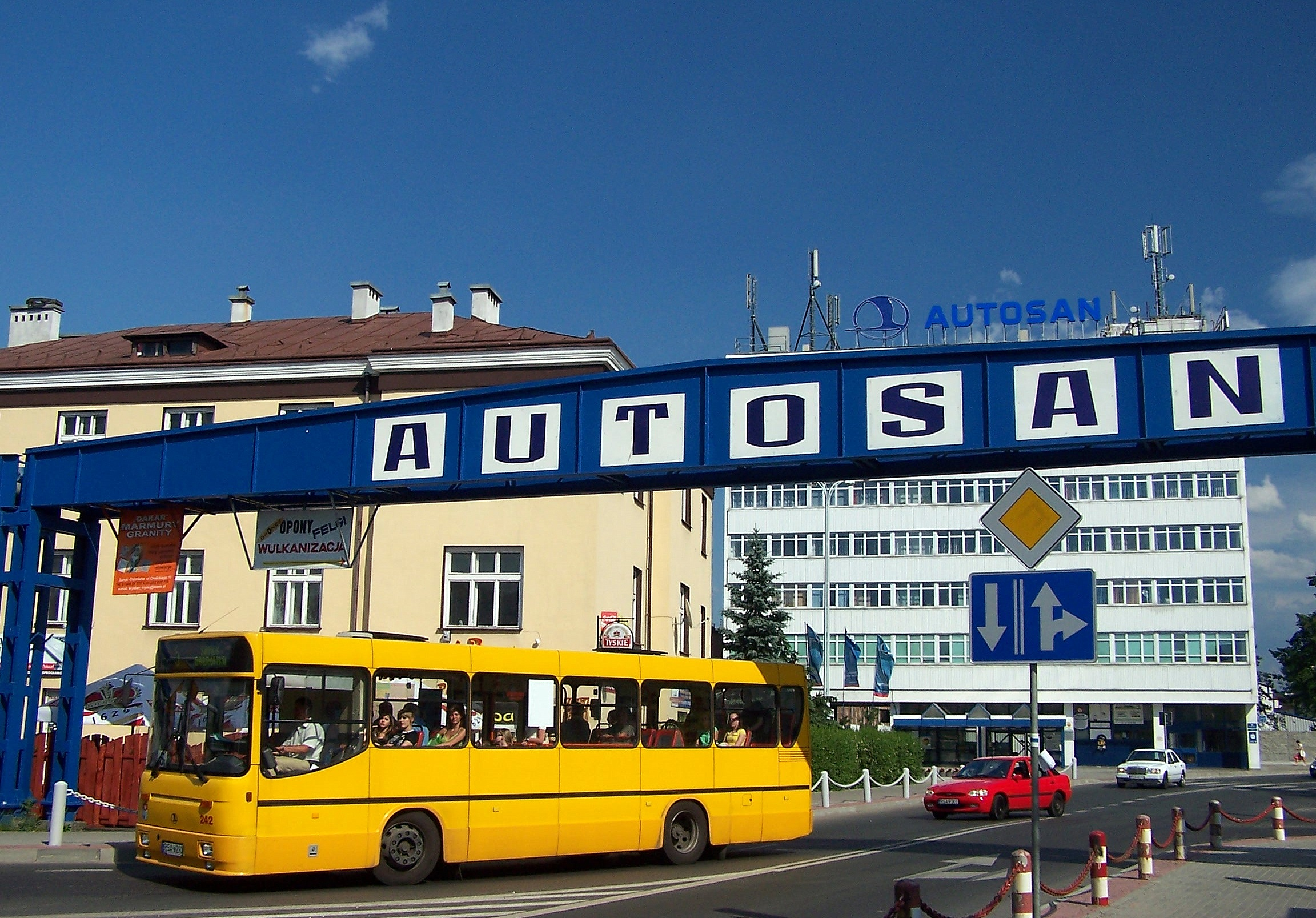
Model Autosan A1010M na kursie linii "5" w sąsiedztwie siedziby Autosanu (2007)
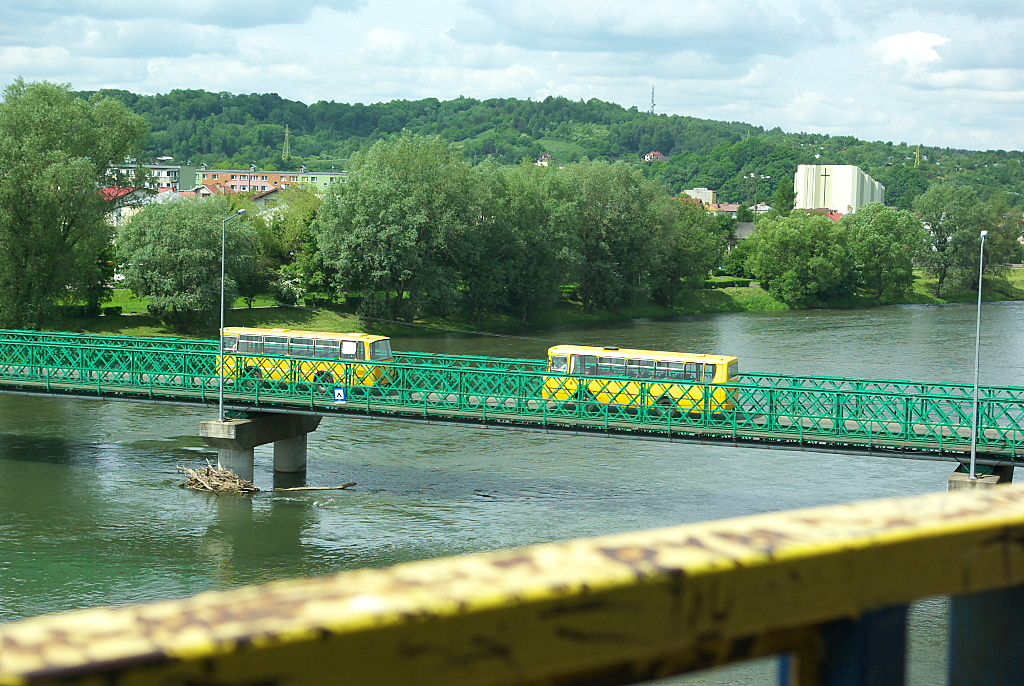
Dwa autobusy MKS Sanok podczas kursów na moście łączącym Sanok z Białą Górą (2008)
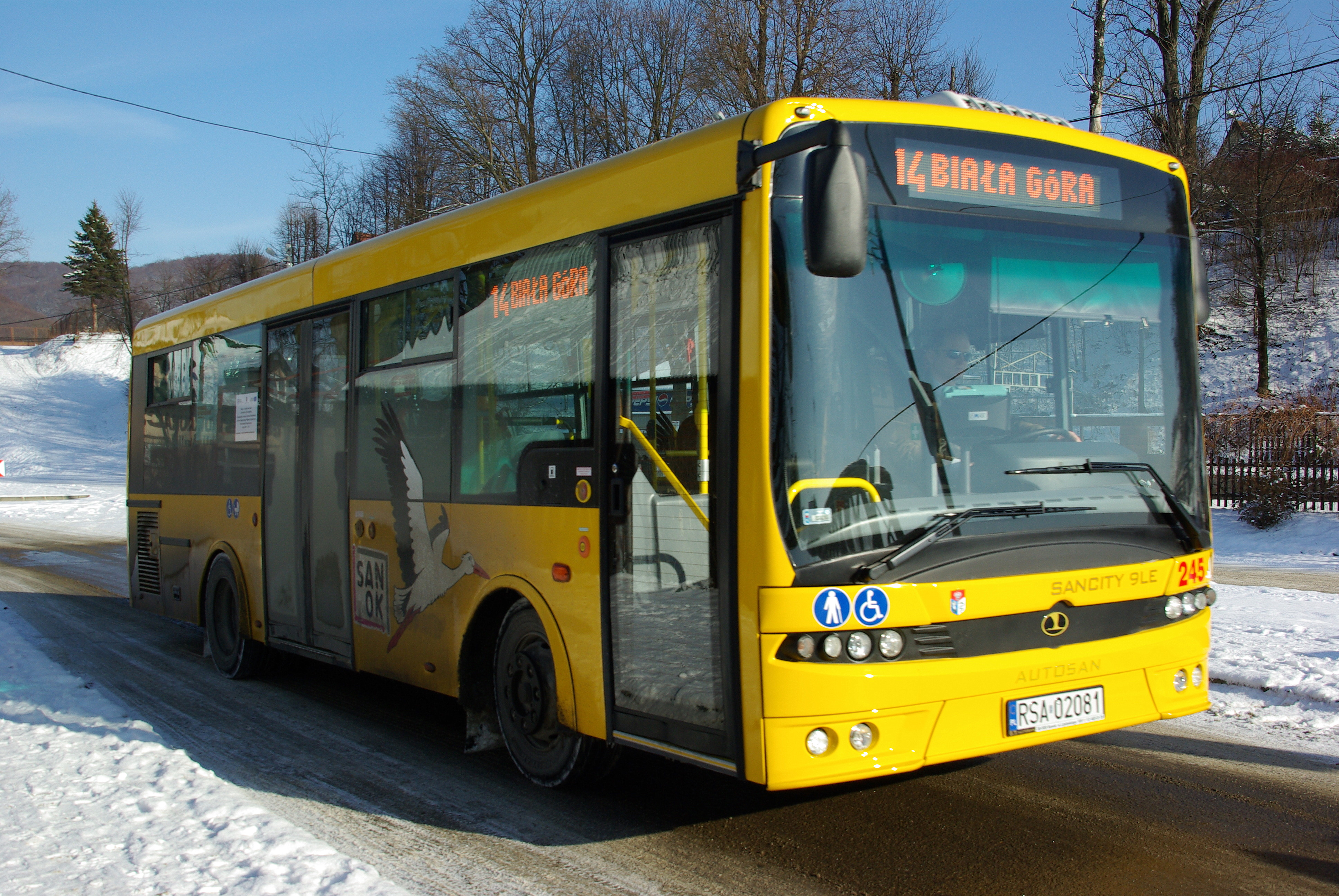
Model Autosan Sancity 9LE na kursie linii "14" na Białej Górze (2011)
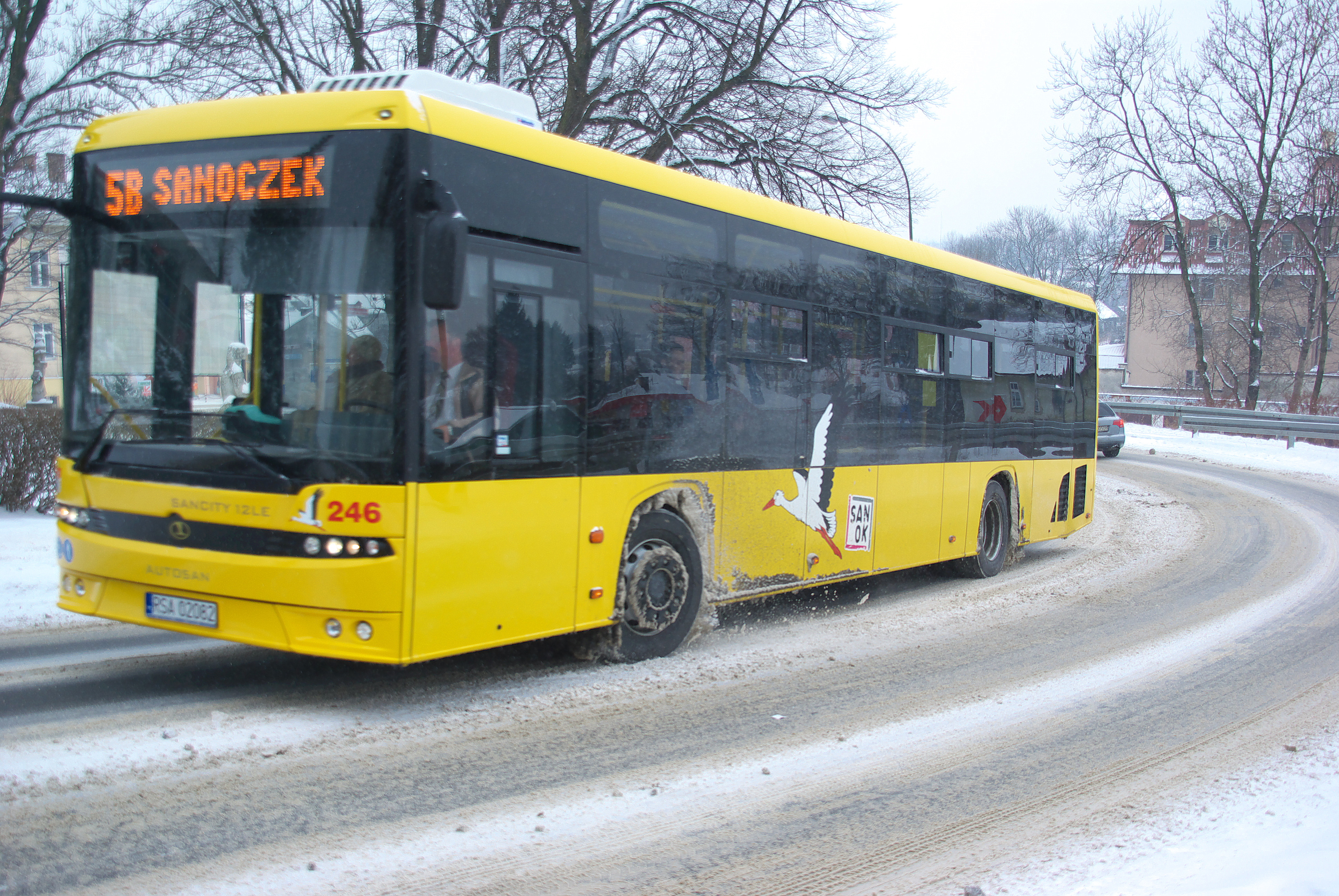
Model Autosan Sancity 12LE na kursie linii "5B" (Zagórz-Sanoczek) w Sanoku (2011)